# 洞塘金線魮
洞塘金線魮，又稱洞塘金線䰾（学名：Sinocyclocheilus dongtangensis）为輻鰭魚綱鯉形目鲤科金線魮屬的其中一種。分布於亞洲中國貴州省柳江地下河流域，體長可達16.7公分，棲息在地下溪流底中層水域，生活習性不明。

## 扩展阅读
維基物種上的相關：洞塘金線魮